# فایلو فارنسورث
فایلو تیلور فارنسورث (انگلیسی: Philo Taylor Farnsworth؛ زاده ۱۹ اوت ۱۹۰۶ – درگذشته ۱۱ مارس ۱۹۷۱ (۶۴ سال)) مخترع و پیشگام توسعه تلویزیون اهل ایالات متحده آمریکا بود. او در پیشرفت اولیه تلویزیون تمام الکترونیکی نقش بسیار مهمی ایفا کرد. او بیشتر به خاطر اختراعش در سال ۱۹۲۷ از اولین دستگاه تمام الکترونیکی تمام الکترونیکی تصویربرداری (لوله دوربین فیلمبرداری)، جداکننده تصویر (image dissector) و همچنین اولین سیستم تلویزیون تمام الکترونیکی کاملاً کاربردی و کامل، شناخته شده‌است. فارنسورث یک سیستم تلویزیونی کامل با گیرنده و دوربین را توسعه داد - که از سال ۱۹۳۸ تا ۱۹۵۱ در فورت وین، ایندیانا، از طریق شرکت تلویزیونی و رادیویی فارنسورث به صورت تجاری تولید کرد.
در اواخر زندگی، فارنسورث یک دستگاه همجوشی هسته‌ای کوچک، «فارنسورث-هیرش فیوزور» (Farnsworth–Hirsch fusor) را اختراع کرد که از محصورسازی الکترواستاتیک اینرسی (IEC) استفاده می‌کرد. این دستگاه اگرچه منبعی قابل دوام از نوترون‌ها را فراهم می‌کند اما مانند همه دستگاه‌های همجوشی، این دستگاه در عمل برای تولید انرژی هسته‌ای نبود. طراحی این دستگاه الهام بخش دیگر رویکردهای همجوشی از جمله مفهوم راکتور پلی ویل (Polywell) بوده‌است. فارنسورث دارای ۳۰۰ حق ثبت اختراع بود که بیشتر در زمینهٔ رادیو و تلویزیون بود.
فارنسورث در ۱۹ اوت ۱۹۰۶، بزرگ‌ترین فرزند از پنج فرزند لوئیس ادوین فارنسورث و سرنا آماندا باستیان، یک زوج پیرو مورمون‌ها بود که در کلبه چوبی کوچکی که توسط پدربزرگش در نزدیکی بیور، یوتا ساخته شده بود، به دنیا آمد. پدرش درآمد کشاورزی خود را با حمل بار با واگن اسبی خود تکمیل می‌کرد.
فایلو از اینکه متوجه شد برق خانه جدیدش سیم کشی شده‌است، با یک ژنراتور دلکو که برق روشنایی و ماشین آلات کشاورزی را تأمین می‌کند، هیجان زده بود. او دانشجوی با استعداد مکانیک و برق بود و ژنراتور معیوب را تعمیر می‌کرد. او یک موتور الکتریکی سوخته را در میان برخی از وسایلی که توسط مستاجران قبلی دور ریخته شده بود، پیدا کرد و آرمیچر را دوباره پیچید. او ماشین لباسشویی دستی مادرش را به ماشین برقی تبدیل کرد. او پس از اولین مکالمه تلفنی خود با یکی از خویشاوندان دور، علاقه اولیه خود را به الکترونیک یافت و در اتاق زیر شیروانی خانه جدیدشان یک انبار بزرگ از مجلات فناوری کشف کرد. او ۲۵ دلار در یک مسابقه مجله پالپ برای اختراع قفل ماشین مغناطیسی شده برنده شد. فارنسورث یکی از اعضای کلیسای عیسی مسیح قدیسان آخرالزمان بود.
زمانی که فایلو دوازده ساله بود، خانواده‌اش به مزرعه ای در آیداهو نقل مکان کردند که چندین کیلومتر با نزدیک‌ترین دبیرستان محلی فاصله داشت و او با اسب به مدرسه می‌رفت.
فارنسورث در دبیرستان ریگبی تحصیل می‌کرد و در شیمی و فیزیک عالی بود. او از معلم علوم جاستین تولمن در مورد یک سیستم تلویزیون الکترونیکی که در فکرش بود راهنمایی خواست. او طرح‌ها و نمودارهایی را در اختیار معلم قرار داد که چندین تخته سیاه را پوشانده بود تا نشان دهد چگونه ممکن است به صورت الکترونیکی انجام شود، و تولمن او را تشویق کرد تا ایده‌هایش را توسعه دهد. او معلم شیمی خود را متقاعد کرد که به آموزش بیشتر نیاز دارد و اجازه شرکت در کلاس‌های بالاتر را از او گرفت. یکی از نقاشی‌هایی که او روی تخته سیاه برای معلم شیمی خود کشید، برای یک پرونده تداخل ثبت اختراع بین فارنسورث و آرسی‌ای به یاد آورد و تکثیر شد.

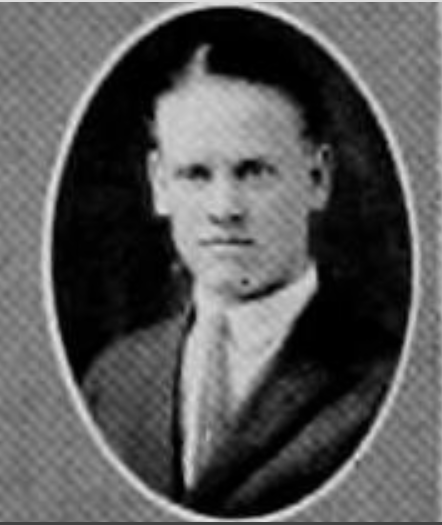
عکس فارنسورث در سالنامه سال ۱۹۲۴

در سال ۱۹۲۳، خانواده به پروو، یوتا نقل مکان کردند و فارنسورث در آن پاییز به دبیرستان بریگام یانگ رفت. پدرش در ژانویه ۱۹۲۴ در سن ۵۸ سالگی بر اثر ذات الریه درگذشت و فارنسورث مسئولیت حفظ خانواده را در حین اتمام دبیرستان بر عهده گرفت. پس از فارغ‌التحصیلی از دبیرستان در ژوئن ۱۹۲۴، برای استخدام در آکادمی نیروی دریایی ایالات متحده در آناپولیس، مریلند درخواست داد، و دومین امتیاز کشور را در آزمون‌های استخدام این آکادمی کسب کرد. با این حال، او از قبل در فکر پروژه‌های تلویزیونی خود بود. او متوجه شد که در صورت ماندن در ارتش، حق ثبت اختراع او به دولت خواهد رسید، بنابراین پس از چند ماه خدمت بر اساس مقرراتی که طبق آن فرزند ارشد یک خانواده بدون پدر می‌توانست از خدمت سربازی معاف شود، از خدمت سربازی کناره گرفت تا به خانواده‌اش خدمت کند.
او به پروو بازگشت و در دانشگاه بریگم یانگ ثبت نام کرد، اما بر اساس سیاست‌های آن مؤسسه، اجازه شرکت در کلاس‌های علوم پیشرفته را نداشت. او به هر حال شرکت کرد و از آزمایشگاه‌های تحقیقاتی دانشگاه استفاده کرد و گواهینامه رادیو-تریسیان جوان را از مؤسسه ملی رادیو و گواهینامه کامل را در سال ۱۹۲۵ به دست آورد. در حین تحصیل در کالج، آلما «پم» گاردنر (۱۹۰۸–۲۰۰۶) دانش‌آموز دبیرستان پروو، را ملاقات کرد، که بعدها با او ازدواج کرد.
فارنسورث با برادر پم، کلیف گاردنر، دوستی نزدیک برقرار کرد، که با او علاقه مشترک در زمینه الکترونیک داشت. آن دو به سالت لیک سیتی نقل مکان کردند تا یک شرکت تعمیر رادیو راه اندازی کنند. این تجارت شکست خورد و گاردنر به پروو بازگشت.
فارنسورث در سالت لیک سیتی ماند و با لزلی گورل و جورج اورسون، از خیرین سانفرانسیسکو که در آن زمان کمپین جمع‌آوری سرمایه جامعه سالت لیک سیتی را انجام می‌دادند، آشنا شد. آنها موافقت کردند که از تحقیقات اولیه تلویزیونی او با مبلغ اولیه ۶۰۰۰ دلار حمایت مالی کنند، و یک آزمایشگاه در لس آنجلس برای فارنسورث راه‌اندازی کردند تا آزمایش‌های خود را انجام دهد.
فارنسورث در ۲۷ مه ۱۹۲۶ با پم ازدواج کرد. آن دو با یک مربی پولمن به برکلی، کالیفرنیا سفر کردند. آن‌ها خانه ای را در خیابان دربی شماره ۲۹۱۰ اجاره کردند که در آنجا اولین امتیاز تلویزیونی در ۲۶ اوت ۱۹۳۰ به‌آن‌ها اعطا شد. در آن زمان آنها به سانفرانسیسکو نقل مکان کرده بودند و فارنسورث آزمایشگاه جدید خود را در آنجا راه اندازی کرد.

## حرفه

فیلو فارنسورث در مجموعه ملی مجسمه هال، کنگره ایالات متحده، واشینگتن، دی سی

چند ماه پس از ورود به کالیفرنیا، فارنسورث آماده شد تا مدل‌ها و طرح‌های خود را به یک وکیل ثبت اختراع که در سطح ملی به‌عنوان یک مرجع در الکتروفیزیک شناخته شده بود، نشان دهد. فارنسورث محدودیت‌های سیستم‌های مکانیکی را تشخیص داد و دریافت که یک سیستم اسکن تمام الکترونیکی می‌تواند تصویری برتر را برای انتقال به دستگاه گیرنده ایجاد کند.
در ۷ سپتامبر ۱۹۲۷، لوله دوربین تشریح تصویر فارنسورث اولین تصویر خود را، یک خط مستقیم ساده، به گیرنده ای در اتاق دیگری از آزمایشگاه او در خیابان گرین ۲۰۲ در سانفرانسیسکو مخابره کرد. پم فارنسورث در سال ۱۹۸۵ به یاد می‌آورد که شوهرش سکوت حیرت‌انگیز دستیاران آزمایشگاهش را با گفتن این جمله شکست که "بفرمایید این هم - تلویزیون الکترونیکی !"
در سال ۱۹۲۹، طراحی تلویزیون با حذف موتور ژنراتور بهبود بیشتری یافت؛ بنابراین سیستم تلویزیون دیگر هیچ بخش مکانیکی نداشت. در آن سال، فارنسورث اولین تصاویر زنده انسانی را با استفاده از سیستم تلویزیونی خود، از جمله یک تصویر سه و نیم اینچی از همسرش پم، مخابره کرد.
بسیاری از مخترعان سیستم‌های تلویزیونی الکترومکانیکی را قبل از مشارکت اصلی فارنسورث ساخته بودند، اما فارنسورث اولین سیستم تلویزیونی تمام الکترونیکی را طراحی کرد و ساخت که از اسکن الکترونیکی در دستگاه‌های پیکاپ و نمایشگر استفاده می‌کرد. او برای اولین بار سیستم خود را در ۳ سپتامبر ۱۹۲۸ در مطبوعات معرفی کرد و در ۲۵ اوت ۱۹۳۴ در مؤسسه فرانکلین در فیلادلفیا برای عموم مردم رونمایی کرد
در سال ۱۹۳۱، دیوید سارنوف از RCA پیشنهاد خرید اختراعات فارنسورث را به مبلغ ۱۰۰۰۰۰ دلار آمریکا داد، با این شرط که او کارمند RCA شود، اما فارنسورث نپذیرفت. در ژوئن همان سال، فارنسورث به شرکت فیلکو پیوست و به همراه همسر و دو فرزندش به فیلادلفیا نقل مکان کرد.
فارنسورث در سال ۱۹۳۴ پس از رفتن به اروپا، قراردادی را با تلویزیون گورز بوش (به آلمانی: Goerz-Bosch-Fernseh) در آلمان امضا کرد. که برخی از اختراعات او در دوربین‌های جداکننده تصویر برای پخش بازی‌های المپیک ۱۹۳۶ برلین استفاده شد.
فارنسورث به آزمایشگاه خود بازگشت و تا سال ۱۹۳۶ شرکت او مرتباً برنامه‌های سرگرمی را به صورت آزمایشی مخابره می‌کرد. در همان سال، فارنسورث هنگام کار با زیست شناسان دانشگاه پنسیلوانیا، فرآیندی را برای استریل کردن شیر با استفاده از امواج رادیویی توسعه داد. او همچنین یک پرتو نافذ مه برای کشتی‌ها و هواپیماها اختراع کرد.
در سال ۱۹۳۸، فارنسورث، شرکت رادیو و تلویزیون فارنسورث را در فورت وین، ایندیانا، با ئی آ نیکلاس به عنوان رئیس و خودش به عنوان مدیر تحقیقات تأسیس کرد. در سپتامبر ۱۹۳۹، پس از یک مبارزه حقوقی که بیش از یک دهه به طول انجامید، RCA سرانجام به یک قرارداد مجوز چند ساله در مورد حق اختراع تلویزیونی ۱۹۲۷ فارنسورث به مبلغ ۱ میلیون دلار رضایت داد. پس از نمایش تلویزیون الکترونیکی در نمایشگاه جهانی نیویورک در ۲۰ آوریل ۱۹۳۹، RCA برای فروش دوربین‌های تلویزیون الکترونیکی به عموم رایگان بود. : 250–254 
شرکت تلویزیونی و رادیویی فارنسورث توسط تلفن و تلگراف بین‌المللی (ITT) در سال ۱۹۵۱ خریداری شد. در طول مدت حضورش در ITT، فارنسورث در یک آزمایشگاه زیرزمینی به نام «غار» در خیابان پونتیاک در فورت وین کار می‌کرد. از آنجا او تعدادی از مفاهیم پیشرفت، از جمله سیگنال هشدار اولیه دفاعی، دستگاه‌های تشخیص زیردریایی، تجهیزات کالیبراسیون رادار و تلسکوپ مادون قرمز را معرفی کرد. آرت رسلر، عکاس ITT که آثار فارنسورث را در تصاویر ثبت کرده‌است، می‌گوید: «فایلو فردی بسیار عمیق بود – درگیر شدن در مکالمه با او سخت بود، زیرا همیشه به این فکر می‌کرد که در آینده چه کاری می‌تواند انجام دهد». یکی از مهم‌ترین کمک‌های فارنسورث در ITT، پروژکتور PPI بود، یک پیشرفت در نمایشگر رادار نمادین «گردش دایره‌ای» که امکان کنترل ایمن ترافیک هوایی از روی زمین را فراهم می‌کرد. این سیستم که در دهه ۱۹۵۰ توسعه یافت، پیشرو سیستم‌های کنترل ترافیک هوایی امروزی بود.
مدیریت ITT، علاوه بر تحقیقات الکترونیکی خود، موافقت کرد که به‌طور اسمی برای تحقیقات همجوشی هسته ای فارنسورث سرمایه‌گذاری کند. فارنسورث و کارکنان آن شرکت، مجموعه ای از لوله‌های واکنش همجوشی به نام " فوزور " را اختراع و اصلاح کردند. به دلایل علمی ناشناخته برای فارنسورث و کارکنانش، واکنش‌های لازم بیش از سی ثانیه طول نکشید. در دسامبر ۱۹۶۵، ITT تحت فشار هیئت مدیره خود قرار گرفت تا پروژه گران‌قیمت را خاتمه دهد و شرکت تابعه فارنسورث را بفروشد. تنها به دلیل اصرار رئیس شرکت هارولد ژنین بود که بودجه سال ۱۹۶۶ پذیرفته شد و تحقیقات مربوط به همجوشی ITT را برای یک سال دیگر تمدید کرد. آن‌ها یک سال بعد همکاری با فارنسورث را خاتمه دادند و در نهایت به دلایل پزشکی اجازه بازنشستگی دادند.
در سال ۱۹۶۷، فارنسورث و خانواده‌اش به یوتا نقل مکان کردند تا تحقیقات فیوژن خود را در دانشگاه بریگام یانگ ادامه دهند، که به او دکترای افتخاری اعطا کرد. دانشگاه همچنین فضای اداری و یک پناهگاه بتنی زیرزمینی را برای این پروژه به او پیشنهاد داد. فارنسورث با درک اینکه ITT آزمایشگاه همجوشی خود را از بین می‌برد، از کارکنان دعوت کرد تا او را به عنوان اعضای تیم در فایلو تی. فارنسورث (PTFA) به شهر سالت لیک سیتی همراهی کنند. در اواخر سال ۱۹۶۸، همکاران شروع به برگزاری جلسات کاری منظم کردند. آنها بلافاصله قراردادی با سازمان ملی هوانوردی و فضایی (ناسا) منعقد کردند و احتمالات بیشتری در دسترس بود - اما تأمین مالی ۲۴۰۰۰ دلار در ماه برای حقوق و اجاره تجهیزات متوقف شد.
فارنسورث در سال‌های آخر عمرش شروع به سوء مصرف الکل کرده بود و در نتیجه به شدت به ذات‌الریه مبتلا شد و در ۱۱ مارس ۱۹۷۱ در خانه‌اش در هالادی، یوتا درگذشت.
آلما گاردنر «پم» فارنسورث، همسر فارنسورث، پس از مرگ او چندین دهه تلاش کرد تا جایگاه خود را در تاریخ تثبیت کند. فارنسورث همیشه به او برای ایجاد تلویزیون اعتبار می‌داد و می‌گفت: «من و همسرم این تلویزیون را راه اندازی کردیم.» او در ۲۷ آوریل ۲۰۰۶ در سن ۹۸ سالگی درگذشت از مخترع و همسرش دو پسر به نام‌های راسل (که در آن زمان در شهر نیویورک زندگی می‌کرد) و کنت (در آن زمان در فورت وین، ایندیانا زندگی می‌کرد) به یادگار ماندند.

## میراث

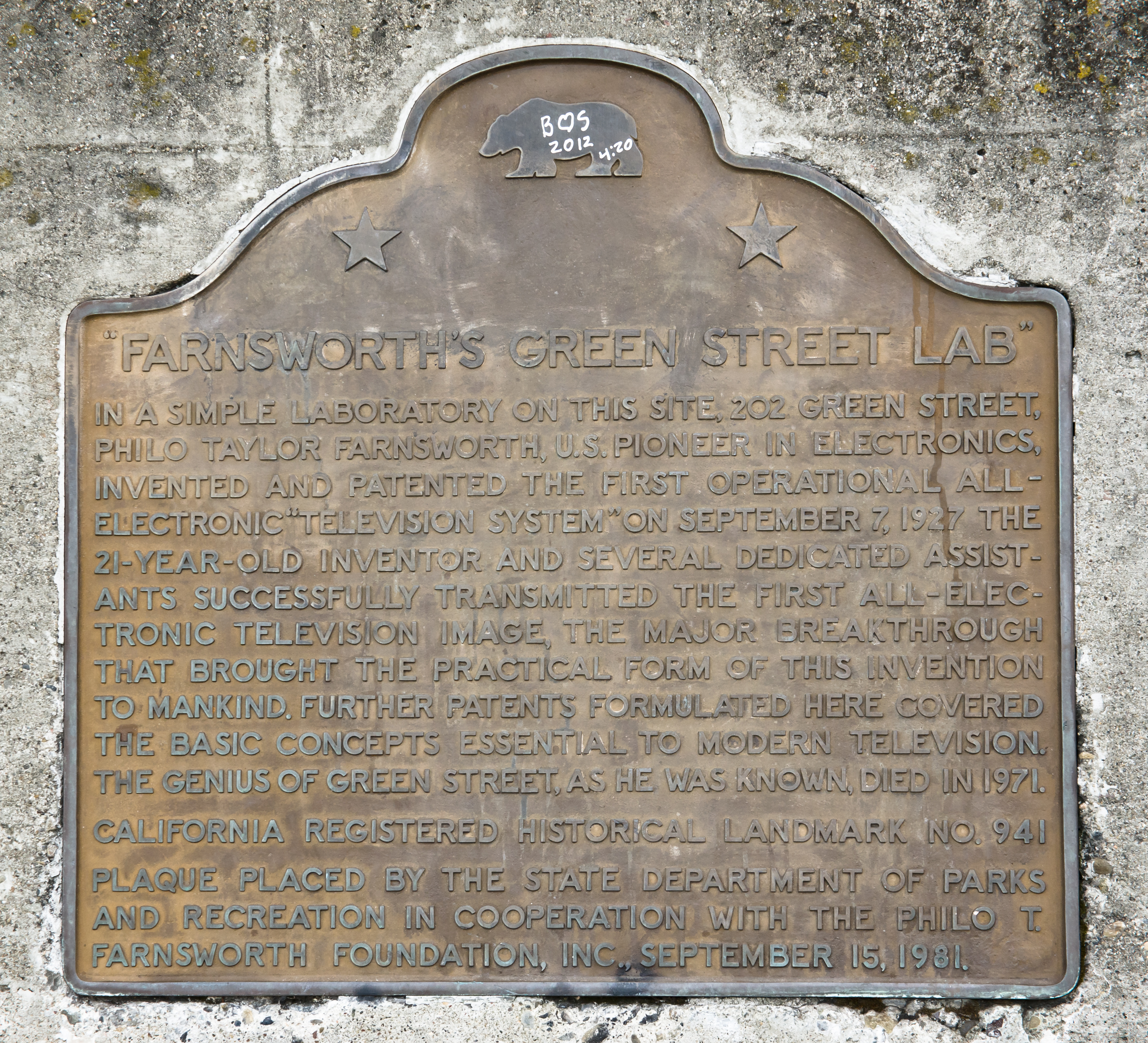
پلاک در محل آزمایشگاه فارنسورث در سانفرانسیسکو در خیابان سبز.

در یک مصاحبه ویدئویی در سال ۱۹۹۶ توسط آکادمی علوم و هنرهای تلویزیونی، آلما فارنسورث تغییر نظر فایلو را در مورد ارزش تلویزیون، پس از مشاهده چگونگی راه رفتن انسان بر روی ماه، در زمان واقعی، به میلیون‌ها بیننده بازگو می‌کند:
مصاحبه‌کننده: از جداکننده تصویر (image dissector) برای ارسال عکس‌ها از ماه به زمین استفاده می‌شد.
آلما فارنسورث: درست است.
مصاحبه‌کننده: فیل در مورد آنچه فکری کرد؟
آلما فارنسورث: ما در حال تماشای آن بودیم، و وقتی نیل آرمسترانگ روی ماه فرود آمد، فیل برگشت و به من گفت: «پم، این همه چیز را ارزشمند کرده‌است.» قبل از آن، او خیلی مطمئن نبود.

### افتخارات
- در سال ۱۹۶۷، فارنسورث از سوی دانشگاه بریگم یانگ مدرک افتخاری دریافت کرد، که وی پس از فارغ‌التحصیلی از دبیرستان بریگام یانگ برای مدت کوتاهی در آن شرکت کرده بود.[۲۸]
- در سال ۱۹۹۹، مجله تایم، فارنسورث را در فهرست " تایم ۱۰۰: مهمترین افراد قرن " قرار داد.[۳۱]
- در سال ۲۰۰۶، زمانی که فارنسورث پس از مرگ جایزه پیشاهنگ عقاب را دریافت کرد، مشخص شد که او این جایزه را دریافت کرده‌است اما هرگز به او اهدا نشده‌است. این جایزه به همسرش پم اهدا شد که چهار ماه بعد درگذشت.[۳۲]
- فارنسورث پس از مرگ در سال ۲۰۰۶ وارد تالار مشاهیر پیشگامان پخش فیلادلفیا شد.[۳۳]
- او در سال ۲۰۱۳ وارد تالار مشاهیر آکادمی تلویزیون شد.[۳۴]
- او در تالار مشاهیر پیشگامان پخش ایندیانا به رسمیت شناخته شده‌است - که اشاره می‌کند که علاوه بر دستاوردهای خلاقانه او، شرکت او مالک و اداره رادیو WGL در فورت وین، ایندیانا بود.[۳۵]

وی همچنین برندهٔ جوایزی همچون جایزه موریس لیبمن انجمن مهندسان برق و الکترونیک آمریکا و پیشاهنگی عقاب (پسران پیشاهنگ آمریکا) شده‌است.

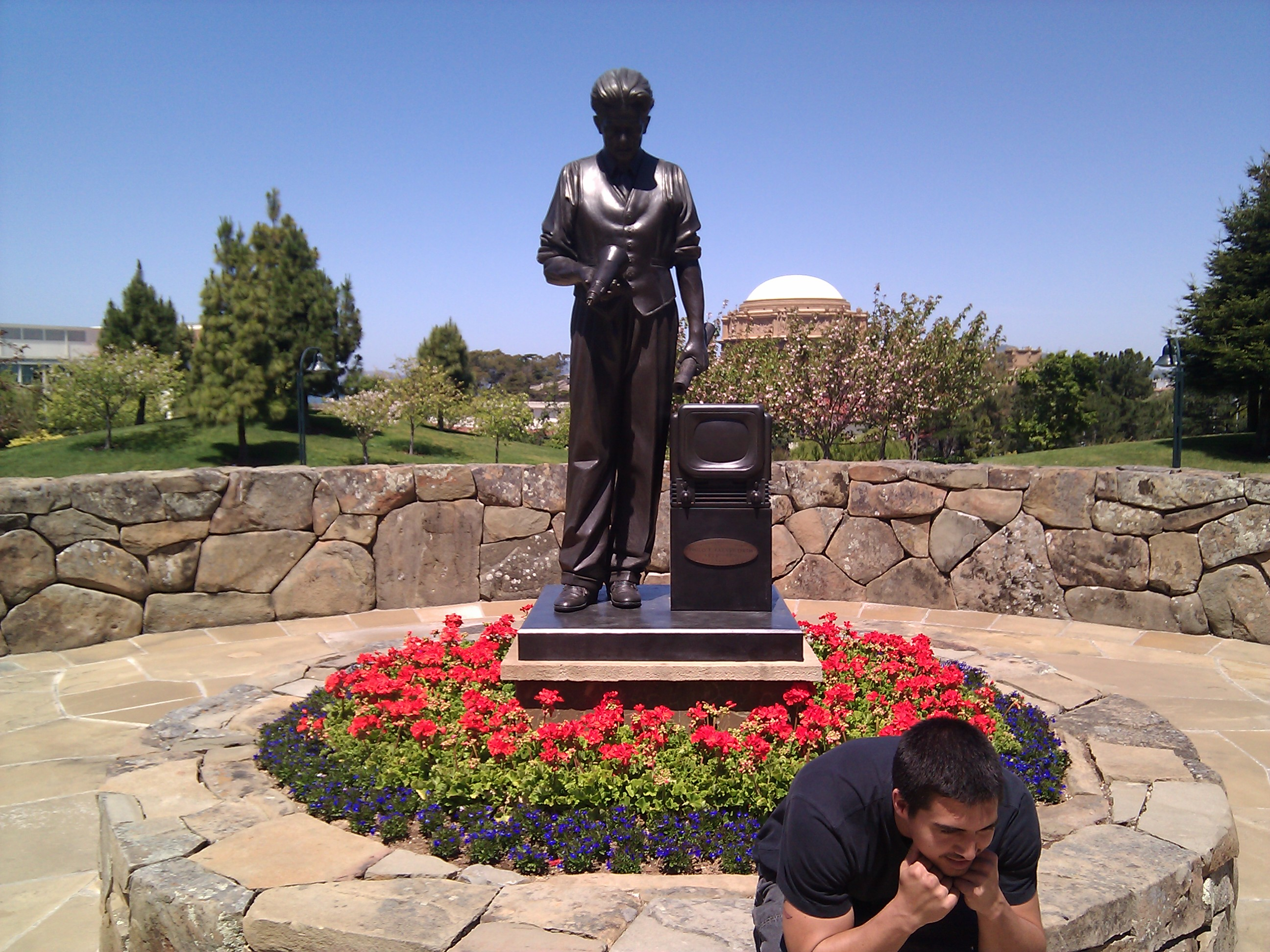
مجسمه فایلو تی فارنسورث در مرکز هنرهای دیجیتال لترمن در سانفرانسیسکو

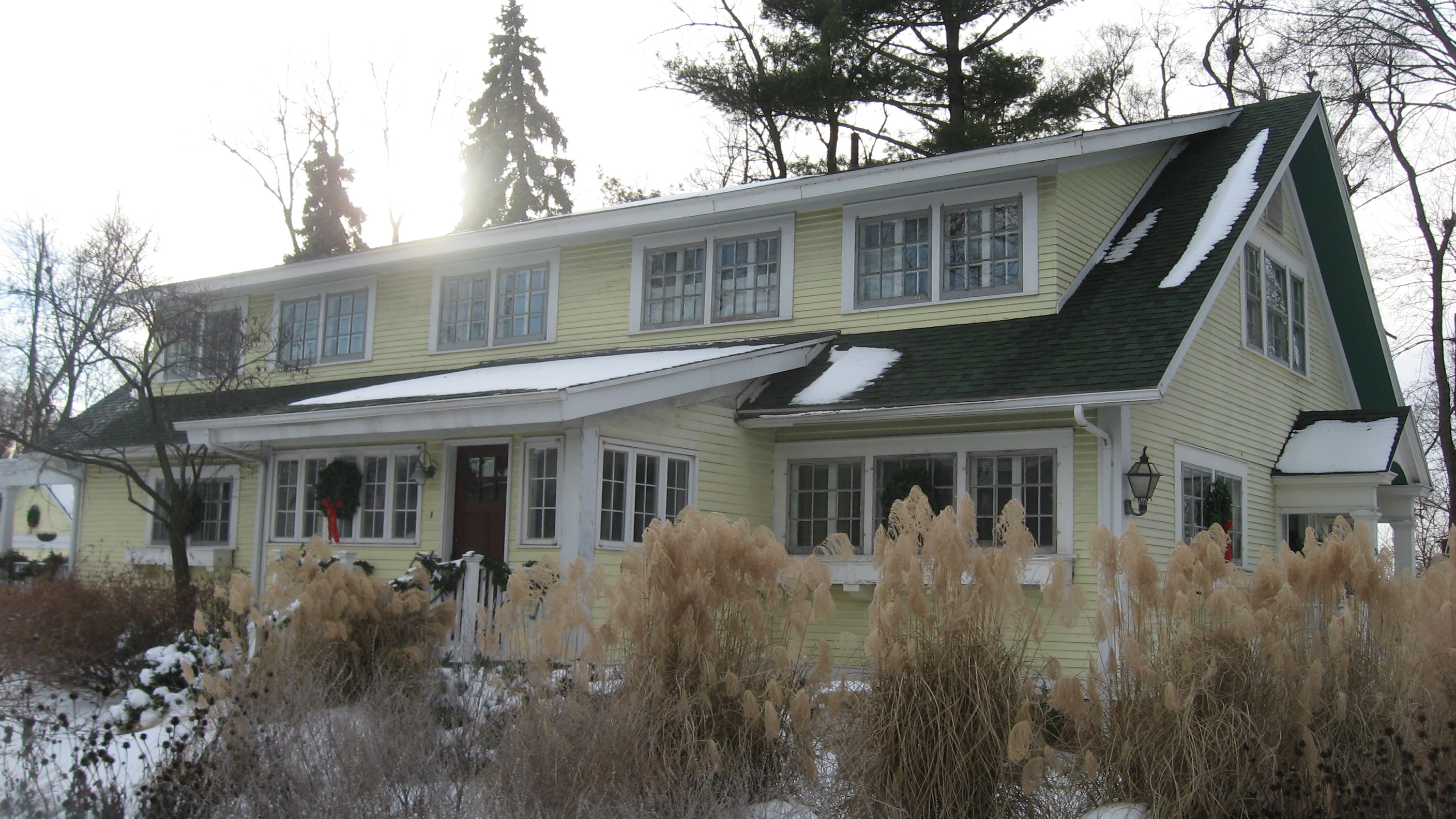
خانه فارنسورث در فورت وین